# رشته‌کوه مایماندژین
رشته‌کوه مایماندژین (روسی: Майманджинский хребет) یک رشته‌کوه در استان ماگادان کشور روسیه است.